# Pulau Sibandang
Pulau Sibandang är en ö i Indonesien.   Den ligger i provinsen Sumatera Utara, i den västra delen av landet, 1 300 km nordväst om huvudstaden Jakarta. Pulau Sibandang ligger i sjön Danau Toba.